# 齒輪 (小說)
《齒輪》（日语：／ Haguruma），是芥川龍之介所寫的私小說。因為芥川于1927年（昭和2年）服毒自殺，生前只在雜誌《大調和》中發表該小說的第一章，其剩下部份是以遺作的形式被發現。《齒輪》與《河童》、《某阿呆的一生》、《侏儒的話》同為芥川晩年的代表作，是遺稿中唯一的純小說。

## 大綱
一開始，以「我」為主角，聽到有關穿著雨衣的幽靈的傳聞。一開始並不怎麼在意，但是之後有關雨衣的事件一直發生，困擾著「我」。其後，得知姐夫臥軌自殺時，身上也穿著雨衣。
「我」表面上雖然表現得極為正常，但是與雨衣符合的奇妙暗示卻不斷出現。紅光、黄色的計程車、黒與白、土撥鼠、翅膀、火災、復仇之神不斷重複出現。不久「我」的視野被半透明齒輪充滿，其數量不斷增加，之後伴隨而來的就是激烈的頭痛。對於那些無法解釋的暗示，「我」一邊覺得恐怖，一邊心中徬徨無助，芥川用平淡的語氣來描述「我」掙扎苦悶的樣子。

## 註解
1. ↑  說是晚年，其實是在35歲所寫，只是因為在死前所寫，故稱為晚年。
2. ↑  從作品中的描述「A老師」與「我」的職業來看，「我」應該就是指芥川本人。
3. ↑  事實上，芥川的姐夫西川豊因為有縱火與詐領保險金的嫌疑而臥軌自殺，更證明「我」就是芥川本人。
4. ↑  「可以看到齒輪」的症狀，實際上很有可能是芥川所罹患偏頭痛前兆的。作品中所描寫的將紙屑看成玫瑰，也說明了此一症狀。